# Alfred Tysoe
Alfred Ernest Tysoe (Padiham, Lancashire, 21 de març de 1874 – Blackpool, 26 d'octubre de 1901) fou un atleta britànic que va córrer al tombant del segle XX i que era especialista en les curses de mitjana distància.

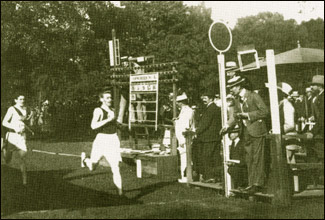
Alfred Tysoe creuant la línia d'arribada a la final

El 1900 va prendre part en els Jocs Olímpics de París, en què guanyà dues medalles d'or. La primera d'elles fou en els 800 metres, quan superà els estatunidencs John Cregan i David Hall amb un temps de 2' 01,2".
Pocs dies després formà part de l'equip mixt britànic-australià que guanyà l'or en la cursa dels 5000 metres per equip. Els altres components de l'equip eren John Rimmer, Sidney Robinson, Charles Bennett i Stanley Rowley.
A principis de 1901 queia greument malalt de pleuritis i moria l'octubre del mateix any a Blackpool.

## Millors marques
- 880 iardes. 1' 55.6", el 1897
- 1000 iardes. 2' 21.8", el 1899
- Milla. 4' 24.2", el 1898
- 2 milles. 9' 49.0", el 1898
- 3 milles. 15' 18.0", el 1898
- 10 milles. 55' 59.6", el 1897[1]